# Dying sun, scarlet moon
Dying sun, scarlet moon is een studioalbum van de eenpersoonsband Nattefrost. Jeppesen deed twee jaar over de opnamen van het album in zijn eigen "vaste" geluidsstudio in Kopenhagen en in zijn eigen "mobiele" studio. Het album heeft in de medewerking van Synth.nl een Nederlands tintje. De muziek is de elektronische muziek uit de Berlijnse School.

## Musici
- Bjorn Jeppesen – alle muziekinstrumenten en elektronica
- Kathrin Manz (Matzumi) – op Die Kinder der Erde
- Michel van Osenbruggen (Synth.nl) – op Close encounter
- Jerome Polenz - stem op Ghosts from the north

## Muziek
| Nr. | Titel                                              | Duur |
| --- | -------------------------------------------------- | ---- |
| 1.  | In natura (Jeppesen)                               | 4:21 |
| 2.  | Draconian (Jeppesen)                               | 5:43 |
| 3.  | Music for the man (Jeppesen)                       | 5:26 |
| 4.  | Die Kinder der Erde (Jeppesen, Manz)               | 4:59 |
| 5.  | The swan (Camille Saint-Saëns, Jeppesen)           | 3:39 |
| 6.  | Seduces by grief (Jeppesen)                        | 5:41 |
| 7.  | Ghosts from the north (Jeppesen)                   | 4:22 |
| 8.  | The dark spell (Jeppesen)                          | 5:36 |
| 9.  | Close encounter (Michel van Osenbruggen, Jeppesen) | 6:06 |
| 10. | My wake up (Heidi Mortensen)                       | 2:32 |